# União das Freguesias de Durrães e Tregosa
União das Freguesias de Durrães e Tregosa, kurz Durrães e Tregosa, ist eine Gemeinde (Freguesia) im Kreis (Concelho) von Barcelos im Norden Portugals.
In der Gemeinde leben 1.409 Einwohner auf einer Fläche von 6,73 km² (Stand nach Zahlen von 2011).
Die Gemeinde entstand im Zuge der Gebietsreform in Portugal am 29. September 2013 durch Zusammenlegung der bisherigen Gemeinden Durrães und Tregosa. Durrães wurde Sitz der Gemeinde.